# Salvador Espinoza
Salvador Espinoza Aldama (Uruapan, 10 de junio de 1947) es un futbolista mexicano retirado que jugaba en la posición de delantero, por el extremo izquierdo. Jugó para el Atlas Fútbol Club y el Club Deportivo Guadalajara.
Llegó al Atlas a la edad de 10 años, ingresando a jugar en el equipo de la categoría infantil. Su debut profesional con el primer equipo se da en la temporada 1967-68 en un partido contra el Club León, disputando únicamente 10 minutos del encuentro. Al final de la temporada el técnico Ney Blanco de Oliveira decide prescindir de él y se le otorga su carta de liberación para que pudiera enrolarse en algún otro equipo.
Llega a la institución del  Club Deportivo Guadalajara por invitación de Jesús "Chuco" Ponce, es ahí donde tuvo que pelear la titularidad con Francisco Jara. Durante la temporada 1969-70 se logró posicionar como el titular por la izquierda en la delantera rojiblanca y es parte del equipo que lograrís ser campeón de liga y copa.
En 1971 es puesto transferible por el club rayado pero continuó entrenando con el primer equipo gracias a un permiso otorgado por Arpad Fekete. Permaneció durante 5 años en el Guadalajara, durante sus últimas temporadas estuvo participando en el torneo de reservas, finalmente decide retirarse a la edad de 26 años en 1973.